# Château de Hautregard
Le château de Hautregard est un château classé situé dans le village de La Reid faisant partie de la commune de Theux en province de Liège (Belgique).

## Localisation
Le château et la ferme attenante se situent dans le hameau de Hautregard le long de la rue Jehoster (route nationale 606). Ces bâtiments sont aussi visibles depuis la route nationale 697 entre les villages de Remouchamps et de La Reid.

## Historique et description
La première année faisant mention du château est 1575. Il appartenait alors à Hermès de Presseux et résultait d'un octroi d'Érard de La Marck (1472-1538) à la famille de Presseux qui gouvernait le Marquisat de Franchimont de 1506 à 1516. ce qui rend ce château ou du moins cette seigneurie plus ancienne. 
En 1605, la seigneurie  fut le sujet d'une saisie opérée par Gilles de Lens contre le sieur Presseux, sire de Boumaele (Bomal ?). On imagine que la somme due fut payée car les débiteurs retrouvèrent leurs terres. Les Presseux garderont Haut-Regard au moins jusqu'en 1684 quand le prieur des Carmes déchaussés (de Liège, selon toute vraisemblance) fit relief, à nouveau, à la suite d'une saisie.  
La partie la plus ancienne remontant sans doute au XVIe siècle est construite en moellons de grès (angle nord). En 1622, une partie du château est rebâti. Il s'agit de la partie en blocs de pierre calcaire bien équarris (moitié gauche de l'aile ouest et côté sud). C'est aussi à cette époque qu'est élevée une tour octogonale à l'est du bâtiment. Le château est alors renommé : Hault-Regard la neuve. D'autres transformations sont réalisées au cours du XVIIe siècle. Dans la seconde moitié du XIXe siècle, deux tourelles circulaires ainsi que deux échauguettes sont adjointes au château. Les tours étaient jadis surmontées de toitures coniques. Le château est une résidence privée et ne se visite pas.
La ferme située au sud-est du château se compose de bâtiments d'époques différentes dont les plus anciens bâtis en moellons de grès remontent aux alentours de l'an 1600. Les armoiries de la famille de Presseux se retrouvent sur un linteau de porte dans la cour de la ferme.

## Classement
Le château de Hautregard (façades et toitures, à l'exception de la façade sud-ouest du XIXe siècle) sont classés comme monument depuis le 6 octobre 1983

## Littérature
Le château de Hautregard est cité dans le récit de Marcellin La Garde : La Fondrière, et dans le roman d’Antoine Noël : À l’instar de la légende.